# Artha

Jerarquia de les necessitats humanes de Maslow

Artha (Sanskrit </link> ; Tamil : பொருள், poruḷ) és un dels quatre objectius o objectius de la vida humana en les tradicions hindús. Inclou carrera, habilitats, salut, riquesa, prosperitat i els mitjans o recursos necessaris per a una vida plena. La paraula artha es tradueix literalment com "significat, sentit, objectiu, propòsit o essència" segons el context. Artha també és un concepte ampli en les escriptures hindús, budistes i jainistes. Com a concepte, té múltiples significats, tots relacionats amb "estil de vida", les activitats i recursos que posen una persona en un estat desitjat.
Artha s'aplica tant a individus com a governs. Personalment, artha inclou riquesa, carrera, activitats de subsistència, seguretat financera i prosperitat econòmica. En l'hinduisme, la recerca correcta d'Artha es considera un objectiu important de la vida humana. A nivell de govern, artha inclou assumptes socials, legals, econòmics i mundans. El correcte Arthashastra es considera un objectiu important i necessari del govern.
En la tradició hindú, Artha s'associa amb altres tres aspectes i objectius de la vida humana: Dharma (virtut, rectitud i vida moral), Kama (plaer, sensualitat, satisfacció emocional) i Moksha (alliberament, alliberament, autorealització). . En conjunt, aquests quatre objectius no exclusius de la vida s'anomenen "Puruṣārtha".

## Concepte i definició
Alta com a concepte conté molts significats. Entendre el significat d'artha o termes relacionats amb dharma, kama i moksha és difícil.
James Lochtefeld descriu artha com el mitjà de vida, i inclou la prosperitat material. Karl Potter ho explica com una actitud i capacitat que permet guanyar-se la vida, sobreviure i prosperar com a persona lliure. Inclou la prosperitat econòmica, la seguretat i la salut d'un mateix i d'aquells dels quals se sent responsable. Artha inclou tot el que en el seu entorn permet viure. No és ni un estat final ni un objectiu sense fi d'acumular diners sense rumb, afirma Karl Potter, més aviat és una actitud i un requisit necessari de la vida humana. John Koller adopta Una visió diferent de la interpretació de Carl Porter. Segons John Kohler, artha no és una actitud sinó una de les necessitats de la vida humana. Kohler va dir que una de les premisses fonamentals de la filosofia hindú és que tothom ha de viure una vida feliç i agradable. Aquesta vida plena requereix que les necessitats i els desitjos de tothom siguin reconeguts i satisfets, i les necessitats només es poden satisfer mitjançant activitats i els mitjans per dur a terme aquestes activitats. Està disponible. Artha, doncs, es descriu millor com les activitats i els mitjans necessaris per dur a terme una vida feliç i agradable.
Daya Krishna argumenta Hi ha diferents punts de vista sobre la interpretació de Carl Porter. John Kohler creia que l'artha no és una actitud sinó una de les necessitats de la vida humana. Kohler va dir que una de les premisses bàsiques de la filosofia hindú és que tothom hauria de viure una vida de felicitat i gaudi. Una vida tan satisfactòria requereix que les necessitats i els desitjos de cada individu siguin reconeguts i satisfets, i les necessitats només es poden satisfer mitjançant activitats i els mitjans per dur a terme aquestes activitats. Està disponible. Artha, doncs, es descriu millor com les activitats i els mitjans necessaris per viure una vida feliç i agradable.
El Vatsyayana del Kama Sutra defineix artha com l'adquisició d'art, terra, bestiar, riquesa, equipatge i amics. Explica que artha és també la protecció d'alguna cosa ja adquirida, i l'addició d'alguna cosa protegida.
Gavin Flood explica artha és "èxit mundà" sense violar el dharma (responsabilitat moral), kama (amor) i el propi viatge de moksha (alliberament espiritual). El Diluvi aclareix que artha a la literatura hindú antiga, com purushartha, s'entén millor com l'objecte de l'home (en lloc de l'home). En altres paraules, és un dels quatre propòsits de la vida humana. La supervivència i la prosperitat humana requereixen Arta, és a dir, l'activitat econòmica, la riquesa i la seva creació, l'èxit mundial, el benefici, l'èxit polític i tot el necessari per a la supervivència humana.